# S.A.G.A.P.O.
S.A.G.A.P.O. – utwór greckiego wokalisty Michalisa Rakintzisa, napisany i skomponowany przez niego samego, nagrany i wydany w 2002 roku, umieszczony na czternastym albumie studyjnym artysty o tym samym tytule.
Singiel reprezentował Grecję podczas 47. Konkursu Piosenki Eurowizji w 2002 roku, wygrywając krajowe eliminacje (ang. I Love You). W finale imprezy, która odbyła się 25 maja w Saku Suurhall w Tallinnie, kompozycja otrzymała łącznie 27 punktów, zajmując 17. miejsce w końcowej klasyfikacji. W trakcie występu Rakintzis i jego zespół mieli na sobie czarne zbroje wojskowe, których użycie podczas prezentacji wokalista wytłumaczył słowami: „Chcielibyśmy zobaczyć kiedyś siły zbrojne mówiące do siebie «Kocham Cię»; mamy nadzieję, że to kiedyś nastąpi”.

## Lista utworów
CD single
1. „S.A.G.A.P.O.” – 3:00

CD Maxi-single
1. „S.A.G.A.P.O” – 3:03
2. „Game Over” – 3:21
3. „S.A.G.A.P.O (Club Mix)” – 3:04